# Урсін (антипапа)
У́рсін (лат. Ursinus; ? — бл. 381, Неаполь, Римська імперія), антипапа (366-367) за часів папи Римського Дамасія I. 

## Життєпис
На виборах нового папи, що відбулися після смерті Ліберія, римляни розділилися на дві фракції. Патриції прийняли сторону Дамасія, у той час, як плебеї в масі своїй голосували за Урсіна. Незабаром після виборів, на початку жовтня 366 року, почалися заворушення, що супроводжувалися вуличними боями між ворогуючими фракціями і захопленнями храмів. Щоб припинити безлади, префект Рима Вівенцій був змушений вигнати Урсіна з міста. Рік по тому, думаючи, що пристрасті вляглися, він дозволив йому повернутися, але заворушення поновилися. У листопаді 367 р. новий префект Претекстат повторно вигнав Урсіна і кількох його священників. Однак прихильники антипапи, навіть залишившись без духовенства, продовжували опиратися і протягом деякого часу утримували церкву Святої Агнеси. Остаточно схизма була подолана лише до 371 року. На соборі 378 року Урсін був засуджений, а Дамасій  оголошений істинним папою Дамасієм I. Усе ж, Урсін продовжував інтригувати проти Дамасія  і претендував на папський трон після його смерті. 
Пам'ять про протистояння Урсіна і Дамасія спонукала папу Симаха 502 року видати постанову, за якою право обирати папу зберегло тільки верховне духовенство, але не рядові християни.